# صلیب لورن

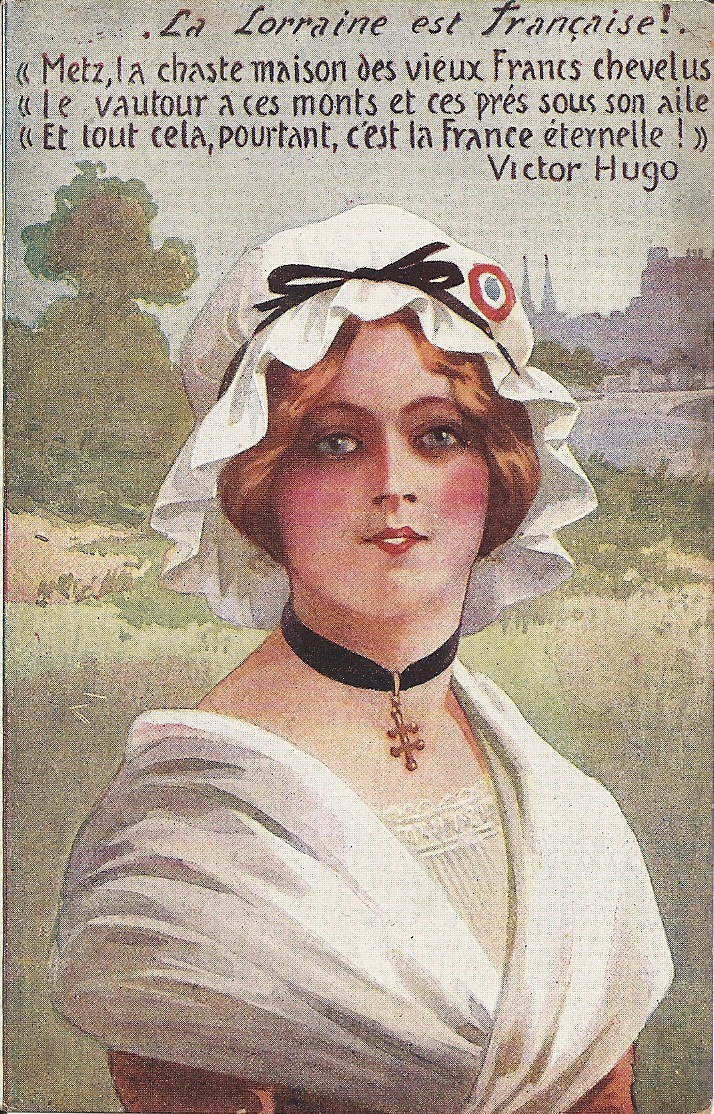
"La Lorraine est française!" تصویر تبلیغاتی حامی بازگشت آلزاس–لورن به فرانسه

صلیب لورن (به فرانسوی: Croix de Lorraine‎) که در سدهٔ شانزدهم به نام صلیب آنژو شناخته می‌شود، یک صلیب دو میله ای نشان‌شناسی است که از یک خط عمودی تشکیل شده است که توسط دو میله افقی کوتاه‌تر از هم عبور می‌کند. در بیشتر ترجمه‌ها، میله‌های افقی «درجه‌بندی» می‌شوند و نوار بالایی کوتاه‌تر است، اگرچه تغییرات با میله‌های با طول مساوی نیز دیده می‌شود. نام Lorraine به معنای چندین تغییر متقابل است، از جمله صلیب ایلخانی با میله‌های آن در نزدیکی بالا. صلیب لورن در سده پانزدهم از طریق پادشاهی مجارستان به دوک‌نشین لورن رسید. نمادهای صلیب دو میله مشابه به‌طور برجسته در هرالدریک از لهستان، لیتوانی و بلاروس به چشم می‌خورد. منشأ نهایی آن بیزانسی است. صلیب لورن در طول جنگ جهانی دوم به عنوان نمادی از فرانسه آزاد مورد استفاده قرار گرفت و پیشتر توسط میهن‌پرستان فرانسوی برای نشان دادن تمایل به بازپس‌گیری استان‌های از دست رفته به آلمان در جنگ فرانسه و پروس استفاده می‌شد.

## طرح
صلیب لورن از یک میله عمودی و دو میله افقی تشکیل شده است. در بیشتر ترجمه‌ها، میله‌های افقی «درجه‌بندی» می‌شوند و نوار بالایی کوتاه‌تر است، اگرچه تغییرات با میله‌های با طول برابر نیز دیده می‌شود.

## تاریخ
صلیب لورن از پادشاهی مجارستان به دوک‌نشین لورن رسید. در مجارستان، بلای سوم اولین پادشاهی بود که از صلیب دو میله به عنوان نماد قدرت سلطنتی در اواخر سده دوازدهم استفاده کرد. به‌گفتهٔ مورخ پال انگل، او احتمالاً آن را از امپراتوری بیزانس پذیرفته است. رنه دوم، دوک لورن، صلیب دو میله را به عنوان نمادی از اجداد دور خود از خاندان آنژو مجارستان ، که به عنوان پادشاه مجارستان از اولین سلسله حاکم این کشور، ارپادها، به ارث برده بود، به ارث برد. پدربزرگ رنه، رنه خوب، که از آن به عنوان نماد شخصی خود استفاده کرد، ادعای چهار پادشاهی از جمله مجارستان را داشت. این صلیب هنوز در سده شانزدهم به عنوان «صلیب آنژو» شناخته می‌شد. رنه دوم این نماد را پیش از نبرد نانسی در ژانویه ۱۴۷۷ بر روی پرچم خود قرار داد. در این نبرد، رنه ارتش چارلز جسور، دوک بورگوندی را که دوک‌نشین لورن را اشغال کرده بود، شکست داد و دوک نشین خود را پس گرفت. تمام سکه‌هایی که برای رنه ضرب می‌شدند پس از آن دارای نماد بودند.

پرچم مقاومت «نیروهای آزاد فرانسه» و جک دریایی نمادهای گولیسم هستند.

## نماد فرانسه

پرچم فرانسه آزاد پرچم استاندارد فرانسه است که روی آن صلیب لورن نصب شده است.

صلیب لورن نشان لورن در شرق فرانسه است. میان سال‌های ۱۸۷۱ و ۱۹۱۸ (و دوباره میان سال‌های ۱۹۴۰ و ۱۹۴۴)، بخش شمال شرقی لورن (بخش موزل) به همراه آلزاس به آلمان ضمیمه شد. در آن دوره صلیب به عنوان نقطه تجمعی برای جاه طلبی‌های فرانسه برای بازیابی استان‌های از دست رفته خود عمل کرد. این اهمیت تاریخی به عنوان نمادی از میهن‌پرستی فرانسوی وزن قابل توجهی به آن بخشید. در طول جنگ جهانی دوم، Capitaine de Corvette Thierry d'Argenlieu صلیب لورن را به عنوان نماد نیروهای آزاد فرانسه به رهبری شارل دو گل به عنوان پاسخی به صلیب شکسته نازی‌ها پیشنهاد کرد.
در فرانسه، صلیب لورن نماد فرانسه آزاد در طول جنگ جهانی دوم، آزادی فرانسه از آلمان نازی و فرانسه ویشی همراه با متحدان بریتانیا و ایالات متحده، و گولیسم بود و شامل چندین گونه از یک دو صلیب میله ای.
صلیب بر روی پرچم کشتی‌های جنگی فری فرانسه و بدنه هواپیماهای فری فرانسه به نمایش گذاشته شد. مدال نشان آزادی دارای صلیب لورن است.
خود دوگل توسط یک ۴۳-متر (۱۴۱-فوت) به یادگار مانده است صلیب بلند لورن در روستای زادگاهش کلمبی-ل-دو- اگلیسز. صلیب لورن بعداً توسط گروه‌های سیاسی گولیستی مانند رالی برای جمهوری پذیرفته شد.

### جهان جدید
مبلغان یسوعی فرانسوی و مهاجران به دنیای جدید صلیب لورن را حمل کردند. ۱۷۵۰–۱۸۱۰. گفته می‌شود که این نماد به مبلغان کمک می‌کرد تا مردم بومی را که با آن‌ها روبرو می‌شدند تغییر دین دهند، زیرا صلیب دو دستی شبیه تصاویر محلی موجود بود.

## نشان‌شناسی اروپایی

نشان ملی لیتوانی
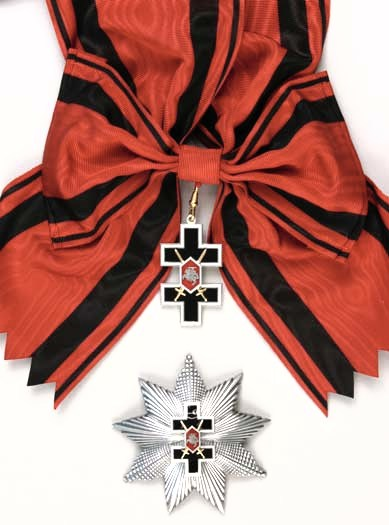
نشان صلیب ویتیس، جایزه ریاست جمهوری لیتوانی
نشان‌های مجارستانی که صلیب را در سمت سینیستر نشان می‌دهد.
نشان ملی اسلواکی
پرچم اسلواکی
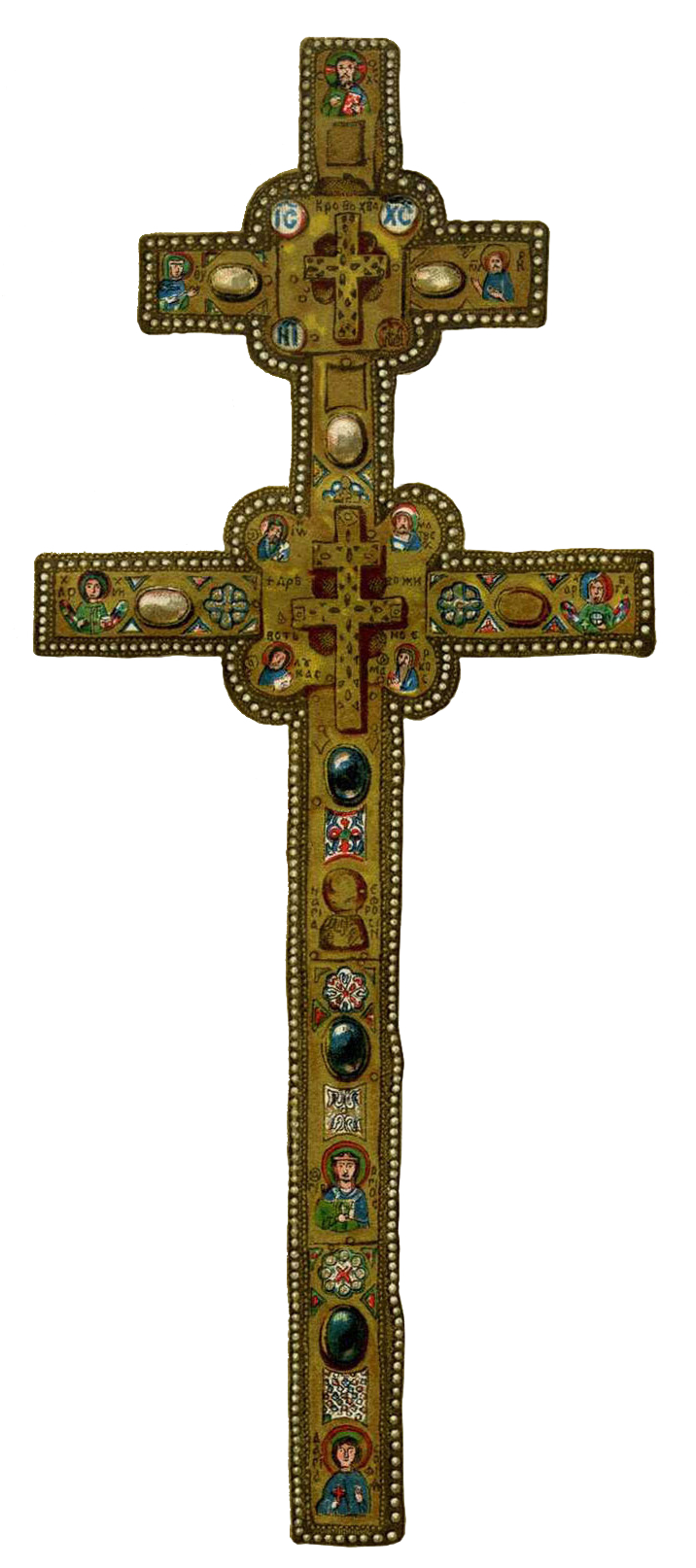
صلیب سنت افروسین
نشان ملی بلاروس، ۱۹۹۱—۱۹۹۵

## نگارخانه

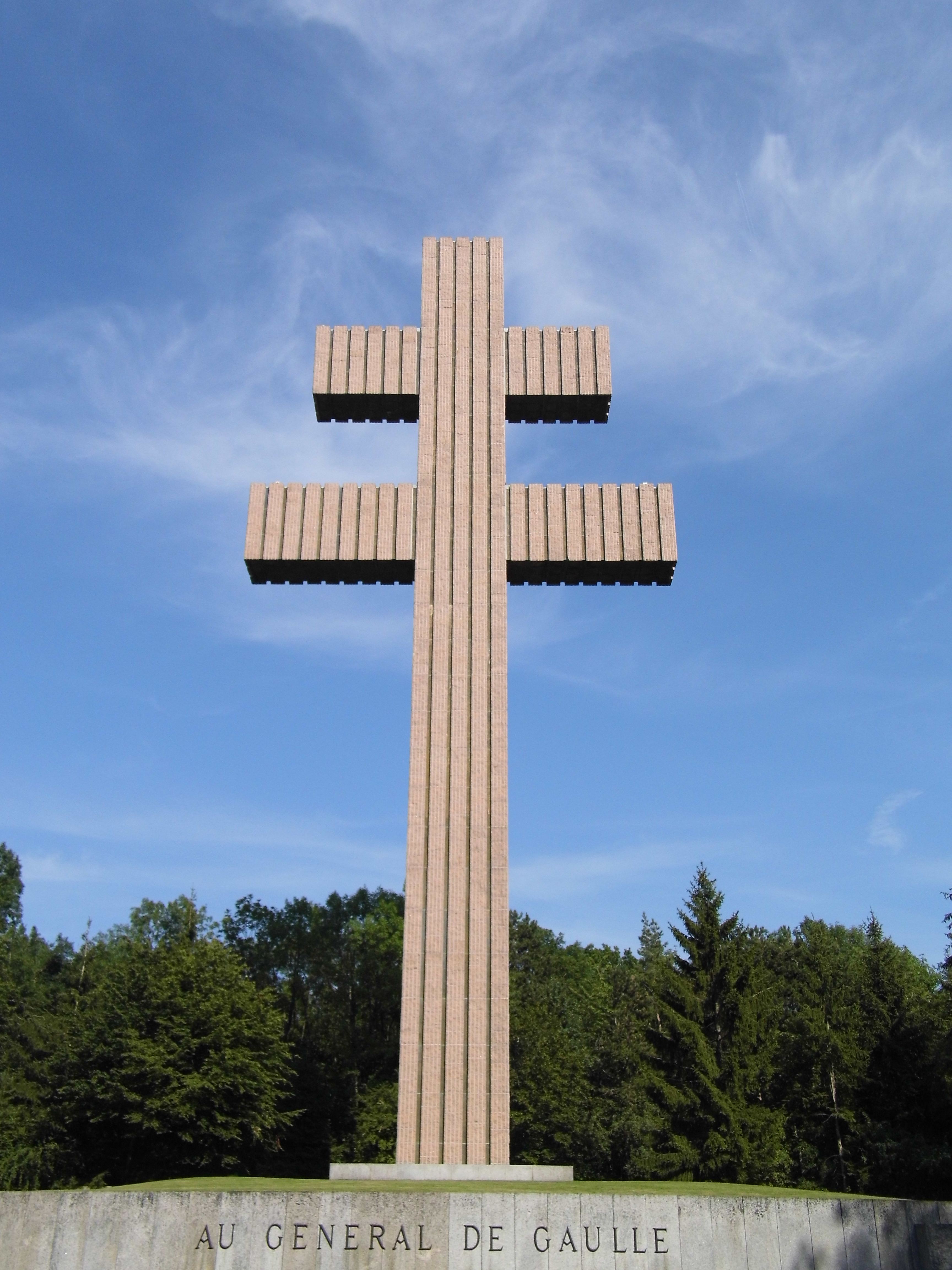
بنای یادبود شارل دو گل در Colombey-les-Deux-Églises
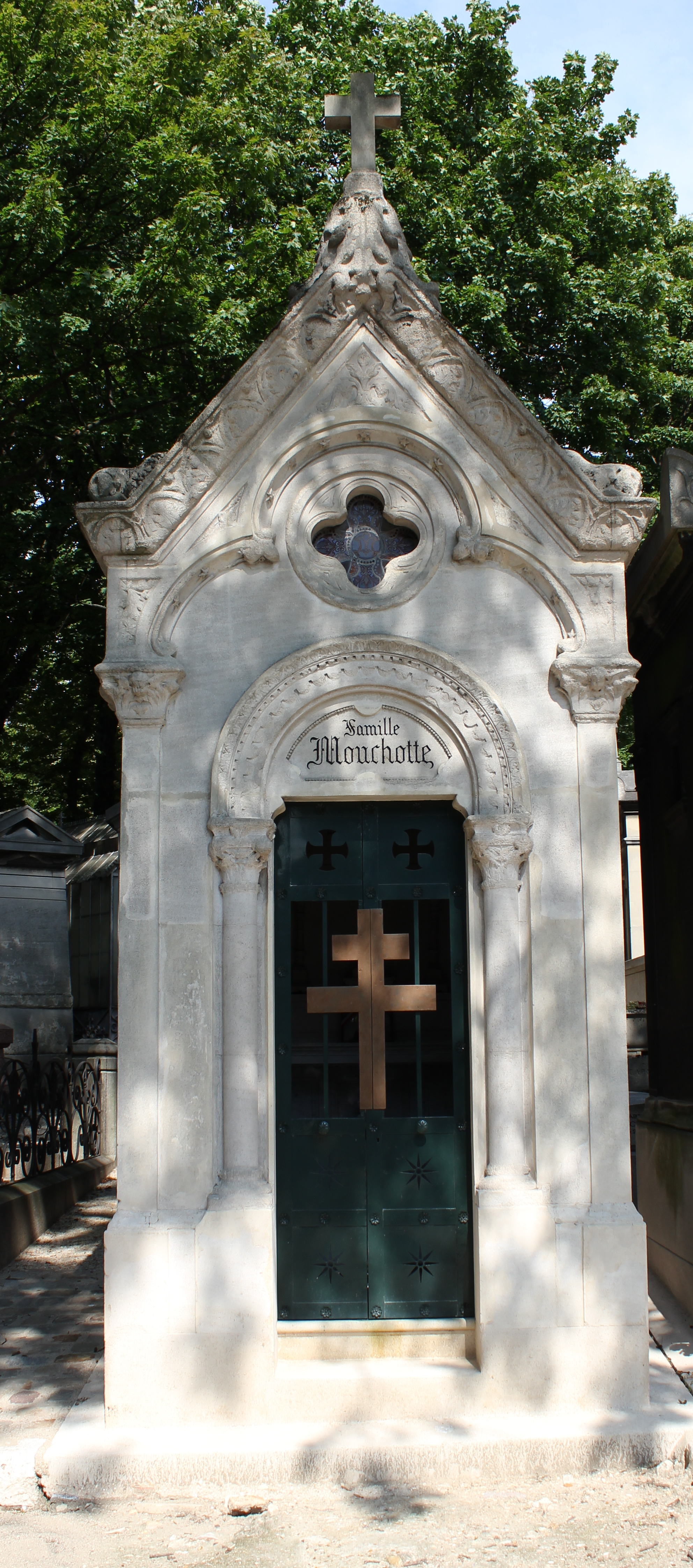
مقبره خلبان جنگنده رنه موشوت در گورستان پرلاشز
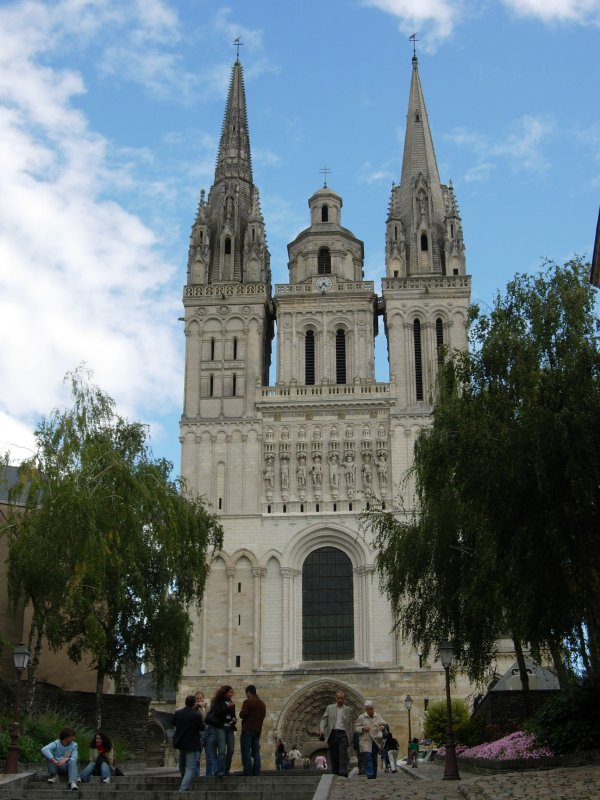
صلیب لورن بر فرازکلیسای جامع سنت موریس در آنژه، Maine-et-Loire، فرانسه،
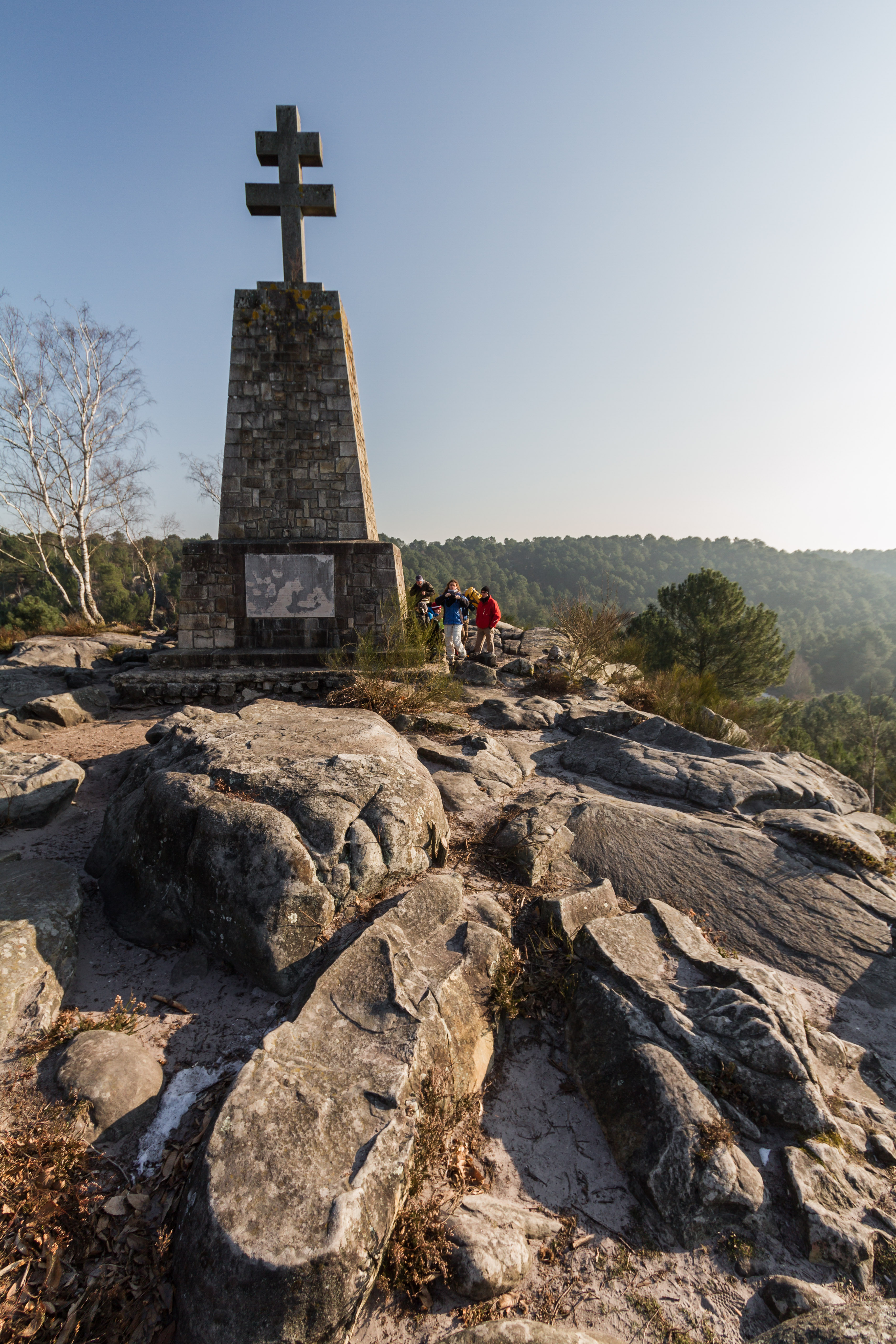
بنای یادبود مقاومت فرانسه، در جنگل سه کاج، فونتنبلو، سن-ا-مارن
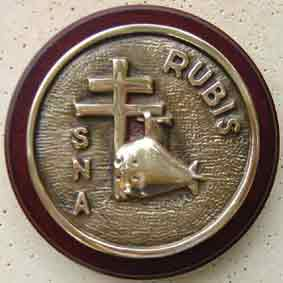
تامپیون روبیس صلیب لورن را به افتخار زیردریایی رایگان فرانسوی روبیس نشان می‌دهد.
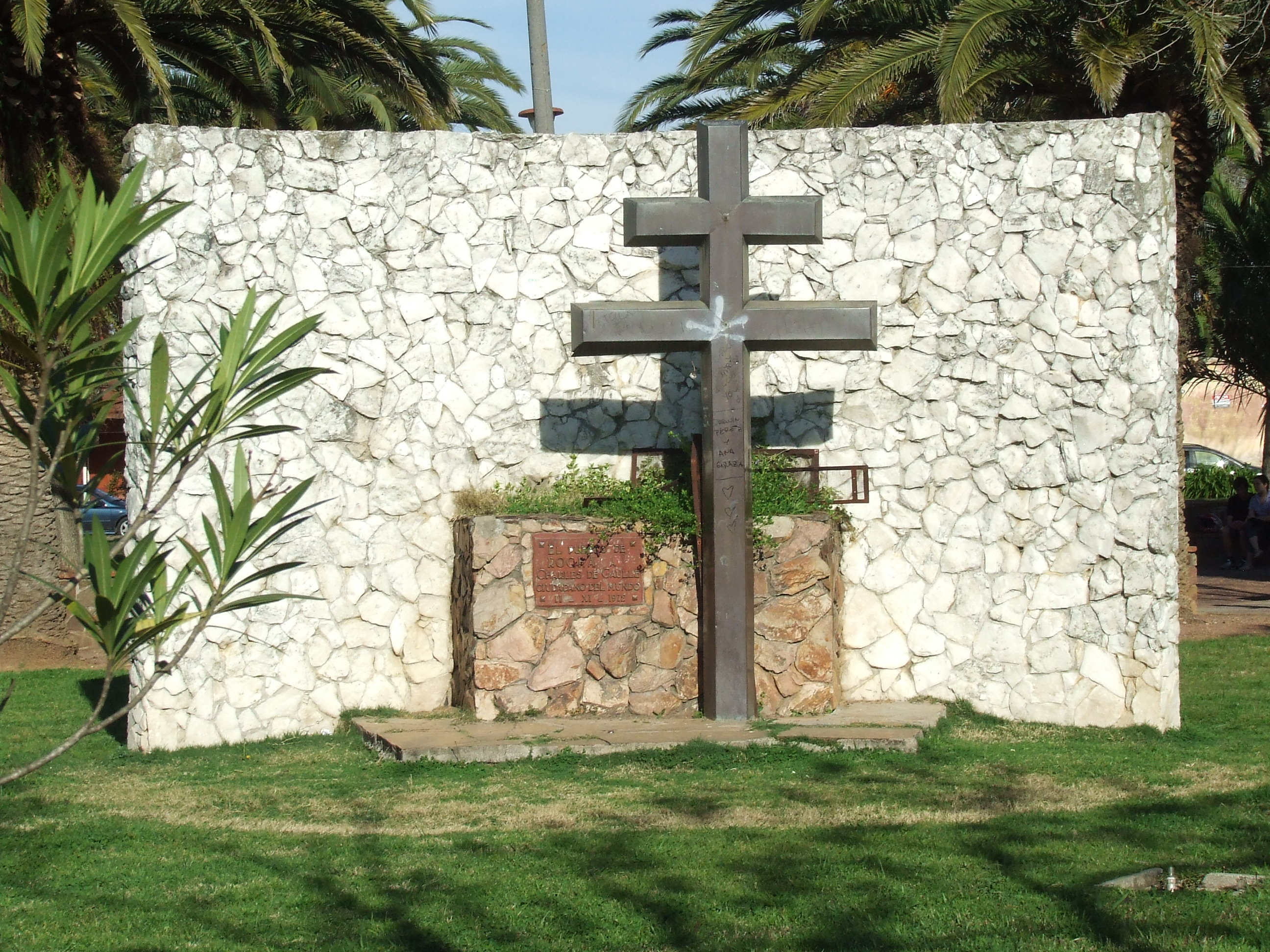
بنای یادبود دوگل در روچا، اروگوئه
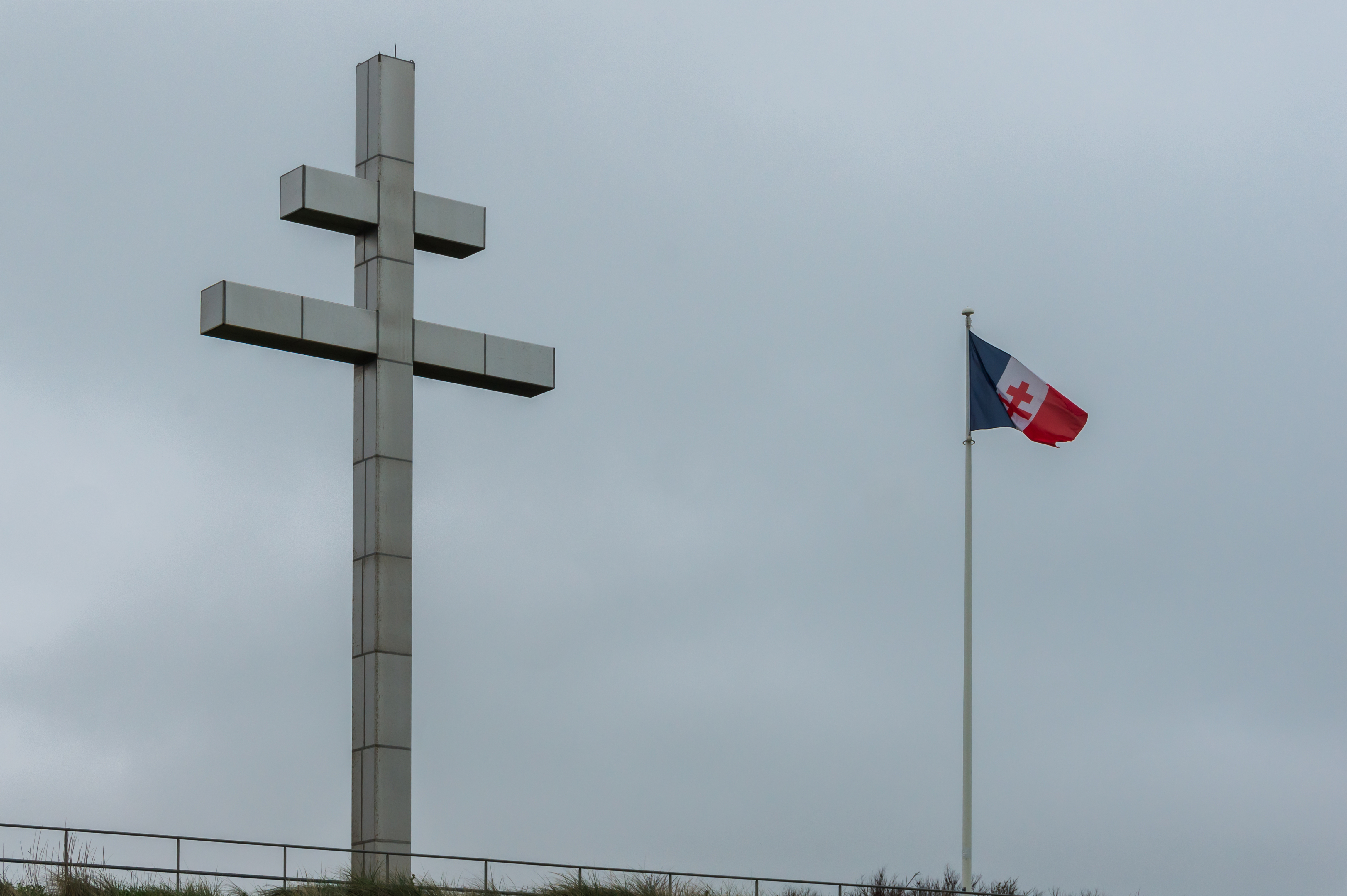
صلیب لورن و پرچم آزاد فرانسه، Courseulles-sur-Mer ، کالوادوس، نرماندی، جایی که دوگل در ۱۴ ژوئن ۱۹۴۴ فرود آمد.
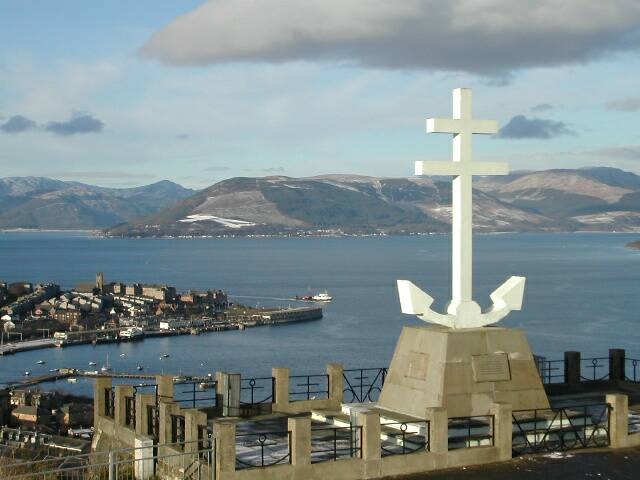
یادبود رایگان فرانسوی، لایل هیل، گرینوک، اینورکلاید، اسکاتلند، بریتانیا
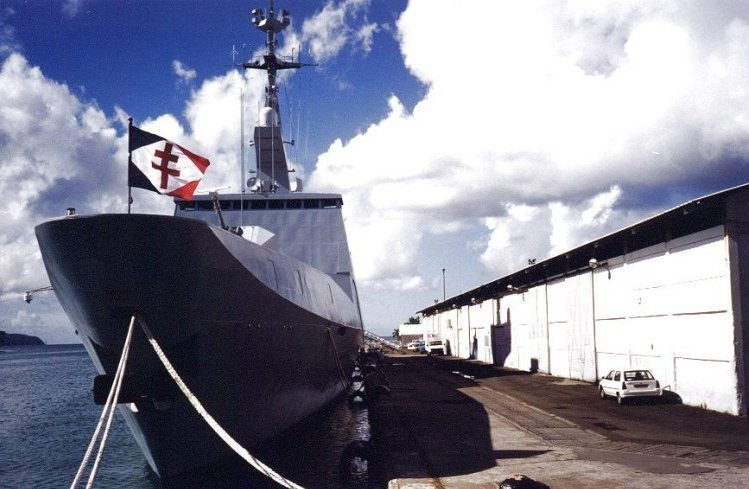
ناوچه فرانسوی Aconit، نامگذاری شده برگرفته از ناوگان دریاییآکونیت نیروی دریایی آزاد فرانسه، با جک دریایی رایگان فرانسه
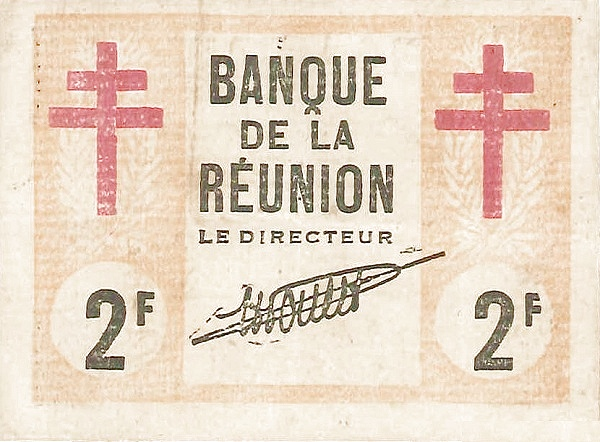
اسکناس ۲ فرانکی صادرشده توسط بانک د لا رئونیون، ۱۹۴۳

## پیون به بیرون
- صفحه اصلی Seiyaku
- دایرةالمعارف نشانه‌ها: صلیب هرالدیک لورن
- مروری بر تغییرات نماد متقاطع